# Ostmark (Bier)
Ostmark ist eine Biersorte, die 1910 in Königsberg (Preußen) als Produkt der Brauerei Ostmark auf den Markt kam. Sie wurde von 1994 bis 2017 wieder im heutigen Kaliningrad (Russland) hergestellt, nach Angaben des Herstellers gemäß dem deutschen Originalrezept.

## Brauerei
Die Brauerei befand sich im ehemaligen Anwesen des vormals deutschen Herstellers im Stadtteil Devau. Diese wurde 1814 als Königsberger Brauerei gegründet und 1910 von mehreren Gastwirten in eine Aktiengesellschaft, die Brauerei Ostmark, umgewandelt.
Im seit 1945 sowjetischen Kaliningrad wurde die Brauerei unter dem Namen Kaliningradski Piwsawod weiter betrieben. Nach dem Zerfall der Sowjetunion wurde die Brauerei erneut in eine Aktiengesellschaft umgewandelt; nun unter dem Namen Piwowarnja Ostmark (Brauerei Ostmark). 1994 wurden alle Anlagen der Brauerei komplett erneuert. Zudem bekam die Braustätte die Lizenz, das Bier der österreichischen Brauerei Göss, das Gösser, zu brauen. Dann übernahm zunächst ein Hamburger Unternehmen und 1998 die Detroit Brewing Company die Brauerei. 2001 wurde die Brauerei Teil der russischen Holdinggesellschaft Ivan Taranov Breweries. Seit 2005 gehört das Unternehmen unter dem Kurznamen PIT der niederländischen Heineken-Gruppe.
Zuletzt wurden etwa 40 Millionen Flaschen pro Jahr hergestellt. Auf den Kronkorken und Etiketten standen die traditionellen Namen Ostmark oder Königsberg in kyrillischen oder lateinischen Buchstaben.
Im Oktober 2016 kündigte Heineken an, die Brauerei zum 1. Januar 2017 zu schließen. Nach der Stilllegung der Brauerei soll auf dem Gelände ein Einzelhandels- und Bürokomplex mit Lagerhallen unter dem Namen  Ostmark entstehen.